# اچ‌ام‌اس راکسند (اف۱۸۴)
اچ‌ام‌اس راکسند (اف۱۸۴) (به انگلیسی: HMS Rocksand (F184)) یک کشتی است که طول آن ۳۹۶ فوت ۵ اینچ (۱۲۰٫۸۳ متر) می‌باشد. این کشتی در سال ۱۹۴۳ ساخته شد.